# Саккетти, Урбано
Урбано Саккетти (итал. Urbano Sacchetti; 7 марта 1640, Флоренция, Великое герцогство Тосканское — 6 апреля 1705, Рим, Папская область) — итальянский куриальный кардинал. Племянник кардинала Джулио Чезаре Саккетти. Епископ Витербо и Тускании с 29 марта 1683 по 24 января 1701. Кардинал-дьякон с 1 сентября 1681, с титулярной диаконией Сан-Никола-ин-Карчере с 22 сентября 1681 по 28 ноября 1689. Кардинал-дьякон с титулярной диаконией Санта-Мария-ин-Виа-Лата с 28 ноября 1689 по 22 декабря 1693. Кардинал-протодьякон с 28 ноября 1689 по 22 декабря 1693. Кардинал-священник с титулярной церковью Сан-Бернардо-алле-Терме с 22 декабря 1693 по 14 января 1704. Кардинал-священник с титулярной церковью Санта-Мария-ин-Трастевере с 14 января 1704 по 6 апреля 1705.